# Wilhelm von Schuckmann
Wilhelm Dietrich Ludwig von Schuckmann (* 17. Dezember 1785 in Hornhausen; † 24. März 1856 in Mölln bei Neubrandenburg) war ein preußischer Generalmajor und Herr auf Mölln.

## Leben

### Herkunft
Wilhelm war der Sohn des Hermann Heinrich Johann von Schuckmann (1747–1804) und dessen Ehefrau Adelheid Friederike Luise, geborene Gräfin von der Schulenburg (1763–1846) aus dem Hause Hornhausen. Sein Vater war Herr auf Mölln und preußischer Oberstleutnant a. D., zuletzt im Leib-Kürassier-Regiment.

### Militärkarriere
Schuckmann studierte an der Universität Erlangen und war anschließend Oberlandesgerichtsreferendar in Ansbach. Im Vierten Koalitionskrieg meldete er sich freiwillig zur Preußischen Armee und kam zur leichten Schlesischen Infanterie. Im Jahr 1807 kämpfte er bei der Verteidigung von Glatz sowie den Gefechten bei Canth und Adersbach.
Nach dem Frieden von Tilsit kam Schuckmann am 17. Februar 1809 in das Schlesische Schützenbataillon. Während der Befreiungskriege wurde er in der Schlacht bei Großgörschen verwundet und mit dem Eisernen Kreuz II. Klasse ausgezeichnet. Am 28. Juni 1813 wurde er zum Premierleutnant befördert. Er kämpfte bei Bautzen und bekam für Dresden eine Belobigung. Danach befand er sich bei Kulm, Leipzig, Laon, Paris, Ligny und Belle Alliance. Ferner kämpfte er in den Gefechten bei Nollendorf, Jeanvillers, Champaubert und Mery.
Nach dem Krieg wurde Schuckmann am 5. April als Kapitän und Kompaniechef in das Garde-Jäger-Bataillon versetzt. Am 30. März 1829 kam er als Major in das 26. Infanterie-Regiment und wurde zwei Jahre später Kommandeur des Füsilier-Bataillons. Im Jahr 1838 erhielt er den russischen Sankt-Stanislaus-Orden II. Klasse und wurde am 30. März 1840 mit Patent vom 17. April 1840 zum Oberstleutnant befördert. Am 25. März 1841 beauftragte man ihn mit der Führung des 7. Infanterie-Regiments, bevor Schuckmann am 12. September 1841 zum Kommandeur ernannt wurde. In dieser Stellung stieg er am 7. April 1842 zum Oberst auf. Er bekam am 16. Juni 1846 seinen Abschied mit dem Charakter als Generalmajor und einer Pension. Am 24. März 1856 starb er auf seinem Gut Mölln.

### Familie
Schuckmann heiratete am 13. August 1830 in Magdeburg Friederike Karoline Bernhardine Gräfin von der Schulenburg (1806–1852), eine Tochter des Grafen Achatz von der Schulenburg-Hornhausen. Das Paar hatte mehrere Kinder:
- Adalbert (1832–1833)
- Richard Wilhelm Bernhard (1833–1852)
- Hermann Wilhelm Paul Adalbert (1834–1908)

⚭ 1867 Elisabeth Adelheid Johanna von Rappard (1847–1873)
⚭ 1874 Josephine Bertha Charlotte von Vogten und Westerbach (1846–1907)
- Karl Friedrich Wilhelm (1835–1871), Herr auf Jankow
- Wilhelm Bernhard Achaz Werner (1839–1898) ⚭ 1870 Elisabeth Anna Bertha von Zülow (* 1852)